# Battaglia di Parthenay
La battaglia di Parthenay è stata una battaglia della prima guerra di Vandea combattuta il 30 giugno 1793 a Parthenay.

## La battaglia
Nel giugno 1793, il generale François-Joseph Westermann arrivò in rinforzo in Vandea con 1 200 uomini, ricevette subito l'ordine dal generale Armand Louis de Gontaut-Biron di tentare un'incursione nel cuore della Vandea. Il 30 giugno Westermann, alla testa di 4 000 uomini, attaccò Parthenay città che era occupata dalle truppe del generale Louis Marie de Lescure, che era leggermente ferito ad un braccio.
I repubblicani nella notte uccisero le sentinelle vandeane ed attaccarono la città. I vandeani presi di sorpresa, abbandonarono rapidamente la città, vennero poi liberati 2 000 prigionieri repubblicani detenuti nella città che vennero aggiunti alle truppe di Westermann.
Visto che i vandeani avevano saccheggiato Parthenay prendendo viveri ed equipaggiamenti, Westermann saccheggiò il vicino comune di Amailloux e poi lo incendiò, ridistribuendo il bottino agli abitanti di Parthenay, quindi ordinò che in seguito ogni città verrà incendiata se fornirà truppe e viveri ai vandeani.
Westermann si fermò poi ad incendiare il castello di Lescure e proseguì la sua marcia verso il centro della Vandea, occupando Bressuire senza combattere.